# توماس برستون
توماس برستون (بالإنجليزية: Thomas Preston)‏ (ولد عام 1860 في كليمور بمقاطعة أرما - توفي عام 1900) كان عالما أيرلندي له أبحاث متعلقة بالحرارة، المغناطيسية، والمطيافية. وقد أنشأ عدة قواعد تجريبية لتحليل الخطوط الطيفية، والتي لا تزال مرتبطة باسمه. في 1897 اكتشف تأثير زيمان الشاذ، وهو ظاهرة انشقاق خطوط الطيف لمصدر تحت تأثير مجال مغناطيسي ثابت إلى عدة خطوط.
تلقى تعليمه في المدرسة الملكية بأرما، الجامعة الملكية في أيرلندا وكلية الثالوث في دبلن. من 1891 إلى 1900 كان أستاذ الفلسفة الطبيعية في كلية دبلن الجامعية. كما كان زميلا في الجامعة الملكية بأيرلندا والجمعية الملكية بلندن. وله كتابين مدرسيين رئيسيين جرى استخدامهما لأكثر من 50 سنة.
وكان من المسجلين في كلية الثالوث في دبلن، في 1881، عمل في إطار الفيزيائي جورج فيتزجيرالد، المعروف بعمله في مجال الكهرومغناطيسية. ومن كتبه نظرية الضوء (بالإنجليزية: The Theory of Light)‏ الذي قام بكتابته في جامعة دبلن عام 1890. في 1899 حاز على ميدالية بويل الثانية التي قدمتها له جمعية دبلن الملكية. توفي في 1900 بعد إصابته بالقرحة.